# Novák János
Novák János (Budapest, 1952. augusztus 16. –) Jászai Mari-díjas magyar csellista, zeneszerző, rendező, a Kolibri Színház igazgatója (1992–2025). Novák Emil bátyja.

## Életpályája
Szülei Novák Emil és Bory Róza. A Liszt Ferenc Zeneművészeti Főiskolán 1973-ban gordonkatanári diplomát szerzett. 1972-től sok zenei műsorban szerepelt televíziókban és színházakban. 1972-től a 25. Színházban, a Thália Színházban, a Madách Színházban több darab zeneszerzője volt. 1975–1976-ban a müncheni Zeneművészeti Főiskolán tanult. 1977–1992 között a Radnóti Miklós Színház zenei vezetője volt. 1992-2025 között a Kolibri Színház igazgató-rendezője. 1998 óta a Nemzetközi Színházi Intézet elnök-helyettese. 2000 óta a Gyermek- és Ifjúsági Színházak Szövetségének Magyar Központjának elnöke. A Színház- és Filmművészeti Egyetemen drámapedagógiából diplomázott 2003-ban Gabnai Katalin osztályában. 2006 óta a Magyar Színházi Társaság elnökségi tagja.
Színdarabokhoz, filmekhez, televíziós műsorokhoz szerzett zenét. Jó néhány gyerekszínházi produkció rendezése fűződik a nevéhez. Egyik legnagyobb sikerét a Nemes Nagy Ágnes: Bors néni című darabjának megrendezésével aratta, amelynek Dajka Margit volt a felejthetetlen címszereplője. Szerző- és zenésztársa volt Cseh Tamásnak is.

## Színházi munkái

### Szerzőként
- Vándor-móka (1978)
- Mesélő kert (1986, 1988, 1998)
- Illemtan (1995)
- Egyedültem – John Lennon saját eszei (1996)
- King Mathias Went Stealing Mátyás király lopni ment (1996)
- Kócgerzson (1999)
- A diótörő (2011)

### Zeneszerzőként
- Nemes Nagy Ágnes: Bors néni (1980, 1994-1995, 1997-1998, 2003-2005, 2008, 2012)
- Lumpáciusz Vagabundusz vagy a három jómadár (1981, 1984)
- A lepkegyűjtő (1990)
- A mesélő kert (1998)
- A két Lotti (2000)
- Százegy kiskutya (2001)
- A császárfiú álma (2018)

#### Filmzene
- Uramisten (1985)
- Szamárköhögés (1986)

### Dalszövegíróként
- Török-Szívós: Gyermekjátékok (2009)

### Színészként
- Takeda-Miyosi-Namiki: Csusingura
- Hernádi Gyula – Jancsó Miklós: Vörös zsoltár
- Villon: Egy csavargó Párizsból
- Kipling: Maugli... Mesélő
- Pécsi Ildikó: Kerek-erdő meséje
- Pilinszky-Fábri: A nap születése
- Mozart: A varázsfuvola... Fiatal pap
- Nemes Nagy Ágnes: Bors néni... Játékmester

### Rendezőként
- Nemes Nagy Ágnes: Bors néni (1980, 1994-1995, 1997-1998, 2003-2005, 2008, 2012)
- Kipling: Maugli (1982-1983)
- Horváth Péter: A farkas szempillái (1983-1984, 1996, 2000-2001)
- Horváth Péter: Enyém a vár (1985, 1987)
- Novák: Mesélő kert (1986)
- Páskándi Géza: Egriek, vitézek (1987)
- Carroll: Alice Csodaországban (1991)
- Pilinszky-Fábri: A nap születése (1992)
- Lindgren: Kukacmatyi (1992-1993)
- Kross-Kutschera: Marcipánmester (1993)
- Barrie: Pán Péter (1993)
- Mosonyi-Novák: Illemtan (1995)
- Shakespeare-Rowley: Merlin születése, avagy a gyermek meglelte atyját (1995)
- Swift: Gulliver Lilliputban (1995)
- Lennon: Egyedültem - John Lennon saját eszei (1996)
- Latham-Novák-Zalán: King Mathias Went Stealing Mátyás király lopni ment (1996)
- Szőcs Géza: Ki lopta el a népet? (1996)
- Montanus: Az ördög éve (1998)
- Grahame-Fábri: Békafalvy Béka (1999)
- Janowitz: Looking for Hamlet (2000)
- William Shakespeare: Hamlet (2001)
- Csukás István: Tükörbohócok (2002)
- Euripidész: Médea gyermekei (2003)
- Nilstun: Az apuka (2004)
- Csehov: Kastanka (2005, 2012)
- Quandt: Semmiség (2006)
- Schmidt: Macskák társasága (2006)
- Fábri Péter: Parszifál titka, avagy a terepasztal lovagjai (2007)
- Bringsvaerd: Locspocs, a kis tengeri szörny (2007)
- Hensel: Klamm háborúja (2008)
- Fujita Asaya: Bekkanko, a grimaszdémon (2008)
- Török-Szívós: Gyermekjátékok (2009)
- William Shakespeare: Szentivánéji álom (2009-2010)
- Orbán Ottó: Tekergő (2009)
- Coltellini: Aki hűtlen, pórul jár (2009)
- Kastner: Emil és a detektívek (2010)
- Kodály Zoltán: Háry János (2011)
- Wagner: A hattyúlovag (2011)
- Novák-Török-Szívós: A diótörő (2011)
- Petőfi Sándor: János vitéz (2012)
- Gallico: Macska voltam Londonban (2013)
- Jókai Mór-Horváth Péter: A császárfiú álma (2018)

## Filmjei

### Zeneszerzőként
- Bors néni (1982) (rendező, színész és forgatókönyvíró is)
- Reumavalcer (1983)
- Közös kutya (1983)
- Uramisten (1985)
- Akár tetszik, akár nem (1985)
- Vigyázat, mélyföld! (1986)
- Szamárköhögés (1987)
- A Dunánál (1987)
- Engesztelő (1989)
- A nagy varázslat (1989)
- A hecc (1989)
- Cikász és a hallópálmák (1990)
- A hercegnő és a kobold (1991)
- Pán Péter (1991) (rendező is)
- A skorpió megeszi az ikreket reggelire (1992)
- Éretlenek (1995)
- A Brooklyni testvér (1995)
- Franciska vasárnapjai (1996)
- Sobri (2002)
- A fogság nyomában (2006)
- Ideje az öregségnek (2011)

### Színészként
- Csépel az idő (1992)

### Rendezőként
- Gyermekjátékok (2010)

## Díjai, elismerései
- Budapestért díj (1995)
- Terézvárosért Érdemrend (1996)
- Jászai Mari-díj (2000)
- Hevesi Sándor-díj (2004)
- ASSITEJ-díj (2005)
- Magyar Köztársasági Ezüst Érdemkereszt (2005)
- Terézváros díszpolgára (2015)[4]